# Петровський Данило Іванович
Данило Іванович Петровський (1893, село Батурин Чернігівської губернії, тепер місто Бахмацького району Чернігівської області — розстріляний 8 квітня 1938) — український радянський державний та партійний діяч. Кандидат в члени ЦК КП(б)У (червень 1930—січень 1932). Член ЦК КП(б)У (січень 1932—січень 1937). Член ВУЦВК.

## Життєпис
Народився в родині шевця. З дванадцятирічного віку наймитував, працював на різних роботах.
З 1915 року служив у російській імператорській армії.
Член РСДРП(б) з квітня 1917 року.
Був заарештований за революційну діяльність у липні 1917 року та відправлений на фронт, де Данила Петровського обрали заступником голови дивізійного комітету та головою дивізійної культурно-освітньої комісії.
У 1917–1918 роках — голова Конотопської надзвичайної комісії (ЧК), голова Конотопського військово-революційного комітету. Потім був уповноваженим комітету оборони для керівництва партійною та радянською роботою у чотирьох прифронтових повітах.
У лютому—травні 1920 року — голова Чернігівського губернського виконавчого комітету.
У 1920–1921 роках — завідувач відділу для роботи на селі і член бюро Харківського губернського комітету КП(б)У.
У 1921–1924 роках — заступник голови Катеринославського губернського виконавчого комітету; заступник голови Одеського губернського виконавчого комітету.
У 1924–1929 роках — постійний представник РНК Української РСР при РНК СРСР. Обирався членом президії бюджетної комісії ЦВК СРСР.
У 1929—серпні 1930 року — торговельний представник СРСР в Австрії.
3 вересня 1930—9 лютого 1932 року — заступник голови Ради Народних Комісарів Української РСР.
9 лютого—5 серпня 1932 року — голова Організаційного комітету Президії ЦВК Української РСР по Дніпропетровській області.
5 серпня—11 жовтня 1932 року — голова виконавчого комітету Дніпропетровської обласної ради.
31 жовтня 1932—після 1934 року — уповноважений Народного комісаріату важкої промисловості СРСР по Українській РСР.
По липень 1937 року — начальник Управління середнього машинобудування Народного комісаріату важкої промисловості СРСР.
11 липня 1937 року заарештований. 8 квітня 1938 року розстріляний.